# Cisaat (Padarincang)
Cisaat is een bestuurslaag in het regentschap Serang van de provincie Banten, Indonesië. Cisaat telt 2671 inwoners (volkstelling 2010).